# Saison 1995-1996 de la LNH
Saison précédente Saison suivante
La saison 1995-1996 est la 79e saison régulière de la Ligue nationale de hockey. Vingt-six équipes, dont la nouvelle franchise de l'Avalanche du Colorado, ont joué chacune quatre-vingt-deux matchs.

## Saison régulière
Il s'agit de la première saison dans la LNH de l'Avalanche du Colorado à la suite du déménagement des Nordiques de Québec. C'est la dernière saison des Jets de Winnipeg qui annoncent leur déménagement du Manitoba à Phoenix en Arizona pour devenir les Coyotes de Phoenix la saison suivante.
Les Red Wings de Détroit remportent la saison régulière et le Trophée des présidents en terminant la saison avec 27 points d'avance sur la deuxième équipe de la ligue, l'Avalanche du Colorado ; avec 62 victoires, ils battent le plus grand nombre de victoires lors d'une saison établi en 1977 par les Canadiens de Montréal.

### Classements finaux
- * Les franchises qualifiées pour les séries éliminatoires sont indiquées dans des lignes de couleur.

| Clt   | Équipe                 | Division   | PJ | V  | D  | N  | BP  | BC  | Pts |
| ----- | ---------------------- | ---------- | -- | -- | -- | -- | --- | --- | --- |
| +001, | Flyers de Philadelphie | Atlantique | 82 | 45 | 24 | 13 | 282 | 208 | 103 |
| +002, | Penguins de Pittsburgh | Nord-Est   | 82 | 49 | 29 | 4  | 362 | 284 | 102 |
| +003, | Rangers de New York    | Atlantique | 82 | 41 | 27 | 14 | 272 | 237 | 96  |
| +004, | Panthers de la Floride | Atlantique | 82 | 41 | 31 | 10 | 254 | 234 | 92  |
| +005, | Bruins de Boston       | Nord-Est   | 82 | 40 | 31 | 11 | 282 | 269 | 91  |
| +006, | Canadiens de Montréal  | Nord-Est   | 82 | 40 | 32 | 10 | 265 | 248 | 90  |
| +007, | Capitals de Washington | Atlantique | 82 | 39 | 32 | 11 | 234 | 204 | 89  |
| +008, | Lightning de Tampa Bay | Atlantique | 82 | 38 | 32 | 12 | 238 | 248 | 88  |
| +009, | Devils du New Jersey   | Atlantique | 82 | 37 | 33 | 12 | 215 | 202 | 86  |
| +010, | Whalers de Hartford    | Nord-Est   | 82 | 34 | 39 | 9  | 237 | 259 | 77  |
| +011, | Sabres de Buffalo      | Nord-Est   | 82 | 33 | 42 | 7  | 247 | 262 | 73  |
| +012, | Islanders de New York  | Atlantique | 82 | 22 | 50 | 10 | 229 | 315 | 52  |
| +013, | Sénateurs d'Ottawa     | Nord-Est   | 82 | 18 | 59 | 5  | 191 | 291 | 41  |

| Clt   | Équipe                 | Division  | PJ | V  | D  | N  | BP  | BC  | Pts |
| ----- | ---------------------- | --------- | -- | -- | -- | -- | --- | --- | --- |
| +001, | Red Wings de Détroit   | Centrale  | 82 | 62 | 13 | 7  | 325 | 181 | 131 |
| +002, | Avalanche du Colorado  | Pacifique | 82 | 47 | 25 | 10 | 326 | 240 | 104 |
| +003, | Blackhawks de Chicago  | Centrale  | 82 | 40 | 28 | 14 | 273 | 220 | 94  |
| +004, | Maple Leafs de Toronto | Centrale  | 82 | 34 | 36 | 12 | 247 | 252 | 80  |
| +005, | Blues de Saint-Louis   | Centrale  | 82 | 32 | 34 | 16 | 219 | 248 | 80  |
| +006, | Flames de Calgary      | Pacifique | 82 | 34 | 37 | 11 | 241 | 240 | 79  |
| +007, | Canucks de Vancouver   | Pacifique | 82 | 32 | 35 | 15 | 278 | 278 | 79  |
| +008, | Jets de Winnipeg       | Centrale  | 82 | 36 | 40 | 6  | 275 | 291 | 78  |
| +009, | Mighty Ducks d'Anaheim | Pacifique | 82 | 35 | 39 | 8  | 234 | 247 | 78  |
| +010, | Oilers d'Edmonton      | Pacifique | 82 | 30 | 44 | 8  | 240 | 304 | 68  |
| +011, | Stars de Dallas        | Centrale  | 82 | 26 | 42 | 14 | 227 | 280 | 66  |
| +012, | Kings de Los Angeles   | Pacifique | 82 | 24 | 40 | 18 | 256 | 302 | 66  |
| +013, | Sharks de San José     | Pacifique | 82 | 20 | 55 | 7  | 252 | 357 | 47  |

- Champion de la saison régulière
- Qualifié pour les séries éliminatoires

### Meilleurs pointeurs

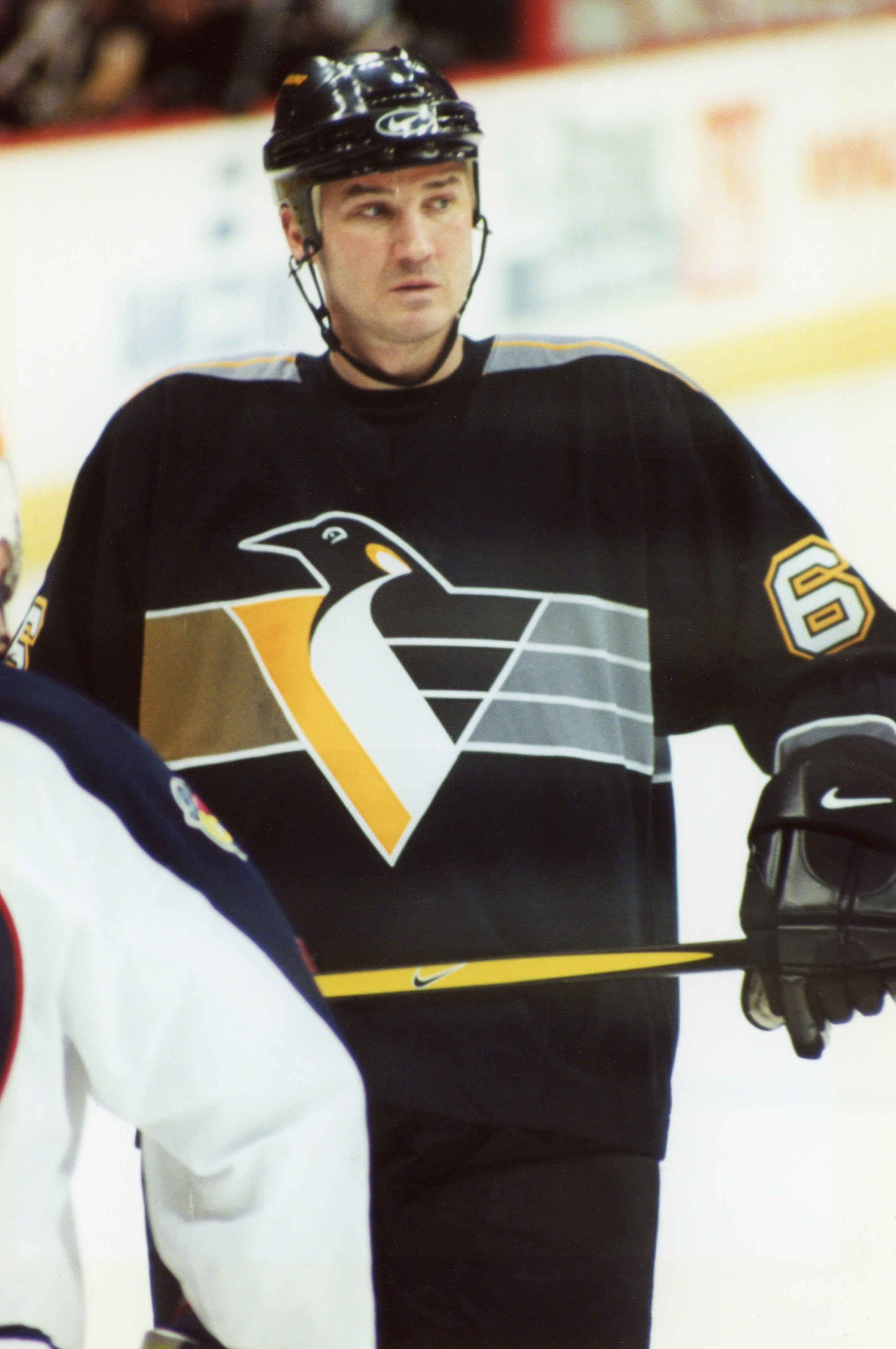
Mario Lemieux, meilleur pointeur de la saison avec les Penguins de Pittsburgh.

| Joueur             | Équipe             | PJ | B  | A  | Pts |
| ------------------ | ------------------ | -- | -- | -- | --- |
| Mario Lemieux      | Pittsburgh         | 70 | 69 | 92 | 161 |
| Jaromír Jágr       | Pittsburgh         | 82 | 62 | 87 | 149 |
| Joe Sakic          | Colorado           | 82 | 51 | 69 | 120 |
| Ron Francis        | Pittsburgh         | 77 | 27 | 92 | 119 |
| Peter Forsberg     | Colorado           | 82 | 30 | 86 | 116 |
| Eric Lindros       | Philadelphie       | 73 | 47 | 68 | 115 |
| Paul Kariya        | Anaheim            | 82 | 50 | 58 | 108 |
| Teemu Selänne      | Winnipeg / Anaheim | 79 | 40 | 68 | 108 |
| Sergueï Fiodorov   | Détroit            | 78 | 39 | 68 | 107 |
| Aleksandr Moguilny | Vancouver          | 79 | 55 | 52 | 107 |

## Séries éliminatoires de la Coupe Stanley

### Arbre des séries
|  | Quarts de finale d'association | Quarts de finale d'association | Quarts de finale d'association |   |                     | Demi-finales d'association | Demi-finales d'association | Demi-finales d'association |  |   | Finales d'association | Finales d'association | Finales d'association |  |    | Finale de la Coupe Stanley | Finale de la Coupe Stanley | Finale de la Coupe Stanley |
|  |                                |                                |                                |   |                     |                            |                            |                            |  |   |                       |                       |                       |  |    |                            |                            |                            |
|  | 1                              | Philadelphie                   | 4                              |   |                     |                            |                            |                            |  |   |                       |                       |                       |  |    |                            |                            |                            |
|  | 8                              | Tampa Bay                      | 2                              |   |                     |                            |                            |                            |  |   |                       |                       |                       |  |    |                            |                            |                            |
|  | 8                              | Tampa Bay                      | 2                              |   | 2                   | Pittsburgh                 | 4                          |                            |  |   |                       |                       |                       |  |    |                            |                            |                            |
|  |                                |                                |                                |   | 2                   | Pittsburgh                 | 4                          |                            |  |   |                       |                       |                       |  |    |                            |                            |                            |
|  |                                | 3                              | Rangers de New York            | 1 |                     |                            |                            |                            |  |   |                       |                       |                       |  |    |                            |                            |                            |
|  | 3                              | 3                              | Rangers de New York            | 1 | Pittsburgh          | 4                          |                            |                            |  |   |                       |                       |                       |  |    |                            |                            |                            |
|  | 3                              |                                |                                |   | Pittsburgh          | 4                          |                            |                            |  |   |                       |                       |                       |  |    |                            |                            |                            |
|  | 6                              | Washington                     | 2                              |   |                     |                            |                            |                            |  |   |                       |                       |                       |  |    |                            |                            |                            |
|  | 6                              | Washington                     | 2                              |   |                     |                            |                            |                            |  | 2 | Pittsburgh            | 3                     |                       |  |    |                            |                            |                            |
|  | Association de l'Est           |                                |                                |   |                     |                            |                            |                            |  | 2 | Pittsburgh            | 3                     |                       |  |    |                            |                            |                            |
|  |                                | 4                              | Floride                        | 4 |                     |                            |                            |                            |  |   |                       |                       |                       |  |    |                            |                            |                            |
|  | 2                              | 4                              | Floride                        | 4 | Rangers de New York | 4                          |                            |                            |  |   |                       |                       |                       |  |    |                            |                            |                            |
|  | 2                              |                                |                                |   | Rangers de New York | 4                          |                            |                            |  |   |                       |                       |                       |  |    |                            |                            |                            |
|  | 7                              | Montréal                       | 2                              |   |                     |                            |                            |                            |  |   |                       |                       |                       |  |    |                            |                            |                            |
|  | 7                              | Montréal                       | 2                              |   | 1                   | Philadelphie               | 2                          |                            |  |   |                       |                       |                       |  |    |                            |                            |                            |
|  |                                |                                |                                |   | 1                   | Philadelphie               | 2                          |                            |  |   |                       |                       |                       |  |    |                            |                            |                            |
|  |                                | 4                              | Floride                        | 4 |                     |                            |                            |                            |  |   |                       |                       |                       |  |    |                            |                            |                            |
|  | 4                              | 4                              | Floride                        | 4 | Floride             | 4                          |                            |                            |  |   |                       |                       |                       |  |    |                            |                            |                            |
|  | 4                              |                                |                                |   | Floride             | 4                          |                            |                            |  |   |                       |                       |                       |  |    |                            |                            |                            |
|  | 5                              | Boston                         | 1                              |   |                     |                            |                            |                            |  |   |                       |                       |                       |  |    |                            |                            |                            |
|  | 5                              | Boston                         | 1                              |   |                     |                            |                            |                            |  |   |                       |                       |                       |  | E4 | Floride                    | 0                          |                            |
|  |                                |                                |                                |   |                     |                            |                            |                            |  |   |                       |                       |                       |  | E4 | Floride                    | 0                          |                            |
|  |                                | O2                             | Colorado                       | 4 |                     |                            |                            |                            |  |   |                       |                       |                       |  |    |                            |                            |                            |
|  | 1                              | O2                             | Colorado                       | 4 | Détroit             | 4                          |                            |                            |  |   |                       |                       |                       |  |    |                            |                            |                            |
|  | 1                              |                                |                                |   | Détroit             | 4                          |                            |                            |  |   |                       |                       |                       |  |    |                            |                            |                            |
|  | 8                              | Winnipeg                       | 2                              |   |                     |                            |                            |                            |  |   |                       |                       |                       |  |    |                            |                            |                            |
|  | 8                              | Winnipeg                       | 2                              |   | 1                   | Détroit                    | 4                          |                            |  |   |                       |                       |                       |  |    |                            |                            |                            |
|  |                                |                                |                                |   | 1                   | Détroit                    | 4                          |                            |  |   |                       |                       |                       |  |    |                            |                            |                            |
|  |                                | 5                              | Saint-Louis                    | 3 |                     |                            |                            |                            |  |   |                       |                       |                       |  |    |                            |                            |                            |
|  | 4                              | 5                              | Saint-Louis                    | 3 | Colorado            | 4                          |                            |                            |  |   |                       |                       |                       |  |    |                            |                            |                            |
|  | 4                              |                                |                                |   | Colorado            | 4                          |                            |                            |  |   |                       |                       |                       |  |    |                            |                            |                            |
|  | 5                              | Vancouver                      | 2                              |   |                     |                            |                            |                            |  |   |                       |                       |                       |  |    |                            |                            |                            |
|  | 5                              | Vancouver                      | 2                              |   |                     |                            |                            |                            |  | 1 | Détroit               | 2                     |                       |  |    |                            |                            |                            |
|  | Association de l'Ouest         |                                |                                |   |                     |                            |                            |                            |  | 1 | Détroit               | 2                     |                       |  |    |                            |                            |                            |
|  |                                | 2                              | Colorado                       | 4 |                     |                            |                            |                            |  |   |                       |                       |                       |  |    |                            |                            |                            |
|  | 2                              | 2                              | Colorado                       | 4 | Chicago             | 4                          |                            |                            |  |   |                       |                       |                       |  |    |                            |                            |                            |
|  | 2                              |                                |                                |   | Chicago             | 4                          |                            |                            |  |   |                       |                       |                       |  |    |                            |                            |                            |
|  | 7                              | Calgary                        | 0                              |   |                     |                            |                            |                            |  |   |                       |                       |                       |  |    |                            |                            |                            |
|  | 7                              | Calgary                        | 0                              |   | 2                   | Colorado                   | 4                          |                            |  |   |                       |                       |                       |  |    |                            |                            |                            |
|  |                                |                                |                                |   | 2                   | Colorado                   | 4                          |                            |  |   |                       |                       |                       |  |    |                            |                            |                            |
|  |                                | 3                              | Chicago                        | 2 |                     |                            |                            |                            |  |   |                       |                       |                       |  |    |                            |                            |                            |
|  | 3                              | 3                              | Chicago                        | 2 | Toronto             | 2                          |                            |                            |  |   |                       |                       |                       |  |    |                            |                            |                            |
|  | 3                              |                                |                                |   | Toronto             | 2                          |                            |                            |  |   |                       |                       |                       |  |    |                            |                            |                            |
|  | 6                              | Saint-Louis                    | 4                              |   |                     |                            |                            |                            |  |   |                       |                       |                       |  |    |                            |                            |                            |

### Finale de la Coupe Stanley
- 4 juin : Colorado 3-1 Floride
- 6 juin : Colorado 8-1 Floride
- 8 juin : Floride 2-3 Colorado

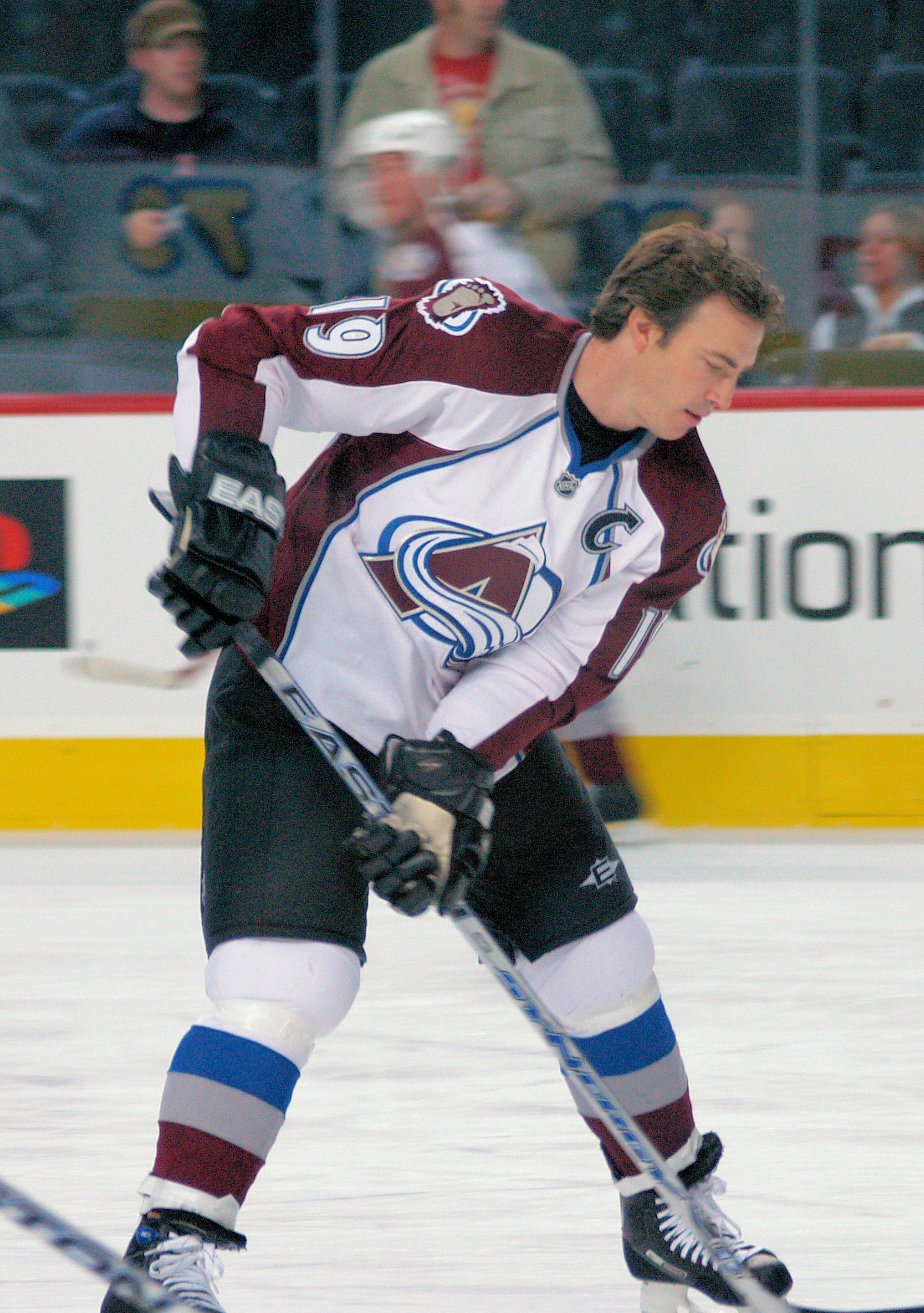
Joe Sakic, meilleur pointeur des séries, récipiendaire du trophée Conn-Smythe et capitaine vainqueur avec l'Avalanche du Colorado de la Coupe Stanley.

- 10 juin : Floride 0-1 Colorado (3 prolongations)

Les Panthers emmenés par Scott Mellanby sont impuissants face à la franchise du Colorado. Après avoir gagné le premier match 3-1, le Colorado remporte le deuxième match sur le score de 8 buts à 1. Au cours de cette rencontre, Peter Forsberg inscrit un triplé en une période devenant ainsi le sixième joueur de l'histoire a réaliser cette performance,. L'équipe remporte également le troisième match dans la patinoire des Panthers sur la marque de 3 buts à 2, le but vainqueur étant inscrit par Sakic. Lors du quatrième match, l'Avalanche du Colorado et les Panthers de la Floride ne parviennent pas à inscrire le moindre but lors du temps réglementaire, Roy et John Vanbiesbrouck arrêtant 29 et 35 tirs chacun. Trois périodes sont nécessaires pour voir un vainqueur et le défenseur de l'Avalanche, Uwe Krupp, inscrire le seul but du match au bout de 104 minutes et 31 secondes de jeu. Pour sa première saison en LNH, l'Avalanche du Colorado remporte la Coupe Stanley en battant les Panthers en quatre matchs secs. Vainqueur du trophée Conn-Smythe, Joe Sakic termine meilleur réalisateur des séries avec 34 points ; il devance Lemieux et Jágr, 27 et 23 points, et ses coéquipiers Kamenski, 22 points, et Forsberg 21 points.

## Récompenses

### Trophées
| Trophée                      | Vainqueur                               | Équipe                                  |
| ---------------------------- | --------------------------------------- | --------------------------------------- |
| Trophée Calder               | Daniel Alfredsson                       | Sénateurs d'Ottawa                      |
| Trophée Lester-B.-Pearson    | Mario Lemieux                           | Penguins de Pittsburgh                  |
| Trophée Art-Ross             | Mario Lemieux                           | Penguins de Pittsburgh                  |
| Trophée Hart                 | Mario Lemieux                           | Penguins de Pittsburgh                  |
| Trophée Conn-Smythe          | Joe Sakic                               | Avalanche du Colorado                   |
| Trophée Bill-Masterton       | Gary Roberts                            | Flames de Calgary                       |
| Trophée Frank-J.-Selke       | Sergueï Fiodorov                        | Red Wings de Détroit                    |
| Trophée Jack-Adams           | Scotty Bowman                           | Red Wings de Détroit                    |
| Trophée James-Norris         | Chris Chelios                           | Blackhawks de Chicago                   |
| Trophée King-Clancy          | Kris King                               | Jets de Winnipeg                        |
| Trophée Lady Byng            | Paul Kariya                             | Mighty Ducks d'Anaheim                  |
| Trophée Lester-Patrick       | George Gund, Ken Morrow et Milt Schmidt | George Gund, Ken Morrow et Milt Schmidt |
| Trophée Vézina               | Jim Carey                               | Capitals de Washington                  |
| Trophée William-M.-Jennings  | Chris Osgood Mike Vernon                | Red Wings de Détroit                    |
| Trophée plus-moins de la LNH | Vladimir Konstantinov                   | Red Wings de Détroit                    |

| Trophée                      | Équipe                 |
| ---------------------------- | ---------------------- |
| Trophée Clarence-S.-Campbell | Avalanche du Colorado  |
| Trophée Prince de Galles     | Panthers de la Floride |
| Trophée des présidents       | Red Wings de Détroit   |
| Coupe Stanley                | Avalanche du Colorado  |

### Équipes d'étoiles

#### Première et deuxième équipe
| Position       | Première équipe | Première équipe        | Deuxième équipe       | Deuxième équipe        |
| Position       | Joueur          | Équipe                 | Joueur                | Équipe                 |
| -------------- | --------------- | ---------------------- | --------------------- | ---------------------- |
| Gardien de but | Jim Carey       | Capitals de Washington | Chris Osgood          | Red Wings de Détroit   |
| Défenseur      | Raymond Bourque | Bruins de Boston       | Vladimir Konstantinov | Red Wings de Détroit   |
| Défenseur      | Chris Chelios   | Blackhawks de Chicago  | Brian Leetch          | Rangers de New York    |
| Ailier gauche  | Paul Kariya     | Mighty Ducks d'Anaheim | John LeClair          | Flyers de Philadelphie |
| Centre         | Mario Lemieux   | Penguins de Pittsburgh | Eric Lindros          | Flyers de Philadelphie |
| Ailier droit   | Jaromír Jágr    | Penguins de Pittsburgh | Aleksandr Moguilny    | Canucks de Vancouver   |

#### Équipe des recrues
| Position       | Joueur            | Équipe                 |
| -------------- | ----------------- | ---------------------- |
| Gardien de but | Corey Hirsch      | Canucks de Vancouver   |
| Défenseur      | Ed Jovanovski     | Panthers de la Floride |
| Défenseur      | Kyle McLaren      | Bruins de Boston       |
| Attaquant      | Daniel Alfredsson | Sénateurs d'Ottawa     |
| Attaquant      | Éric Dazé         | Blackhawks de Chicago  |
| Attaquant      | Petr Sykora       | Devils du New Jersey   |